# Comissions d'Estudiants Socialistes
Les Comissions d'Estudiants Socialistes, CES [original en castellà: Comisiones de Estudiantes Socialistas], van ser una plataforma creada conjuntament per Universitat Popular (UP) i la branca universitària del FOC (Front Obrer Català, partit de les organitzacions Frente), a l'octubre de 1967, tot i que el FOC es va desentendre de les CES poc temps després.
El propòsit fundacional era ampliar la base estudiantil de l'acció a la Universitat amb militants que podien acceptar els objectius de la lluita universitària contemporànies (enfortiment de l'SDEUB, democratització i reforma de la Universitat, posicions antifranquistes, complicitat amb el moviment obrer, etc.) sense vincular-se necessàriament amb la ideologia i l'aparell partidista.

## Crònica
L'activitat política de les CES que té lloc entre el seu naixement i la seva desaparició (octubre de 1967 a abril-maig del 1969) es pot resumir en un activisme de denúncia de les decisions de les institucions universitàries del règim i en la fustigació persistent sobre els professors i quadres de la Universitat de Barcelona, tant en forma de fulls volants extremades com d'amenaces o agressions personals (humiliants però sense que es pugui parlar de lesions físiques).
Amb ocasió dels successos d'1 de maig de 1968, les CES participen en la constitució en diverses facultats dels Comitès Primer de Maig, juntament amb el FOC, UP, els que acabaven d'abandonar el PCE (i) i que més tard formaran Bandera Roja, i bastants independents, però al marge de l'SDEUB.
«A més de la Unió d'Estudiants Revolucionaris (UER), l'altre grup que va tenir un paper important en aquests primers mesos de el curs 1968-1969 van ser les Comissions d'Estudiants Socialistes (CES), ja creades l'any anterior, durant el qual (…) havien dut a terme algunes iniciatives més o menys simbòliques, encara en el marc de l'SDEUB, i que, després de participar en les plataformes àmplies d'algunes facultats en l'estiu de 1968, van decidir actuar de forma independent.»
Les CES, Comissions d'Estudiants Socialistes, van evolucionar ràpidament cap a posicions més radicals i a l'abril-maig del 1969 van acabar integrant-se en els CHE, Comitès de Vaga Estudiantil [en castellà: Comités de Huelga Estudiantil] (que, al costat dels CHO, Comitès de Vaga Obrers [en castellà: Comités de Huelga Obreros], eren dirigits a l'ombra pel PCR, Partit Comunista Revolucionari [en castellà: Partido Comunista Revolucionario]).

## Publicacions
Les publicacions que es conserven consisteixen bàsicament en fulls volants. Únicament es disposa d'alguns documents de tipus doctrinal:
“¿Por qué luchamos?”, novembre 1967;
“Notas sobre las CES”, sense data, probablement de finals de 1967 o principis de 1968; i
“Nuestro Programa”, gener 1968;
i de algunes revistes periòdiques:
¿Qué pasa en la Universidad? (tres números, de 1968, octubre-novembre 1968 i 14/01/1969;
¡Comisiones! (set números, dels quals quals són disponibles els núms. 1 (febrer 1968); 2 (març 1968); 3 (abril 1968); 6 (febrer 1969); i el 7 i últim (abril 1969); i
Acción (dos números, sense data)